# 花梗
花梗（英語：pedicel）是在花序中支持单朵花的一段小柄，或者禾本科植物花序中小穗的柄。有时为了与总花梗区分而称为小花梗。单生花的总花梗常常简称花梗，但需要注意单生花的花梗对应的英文术语是而不是。
花梗将花与花序轴（在伞形花序中压缩为花序托）连结。

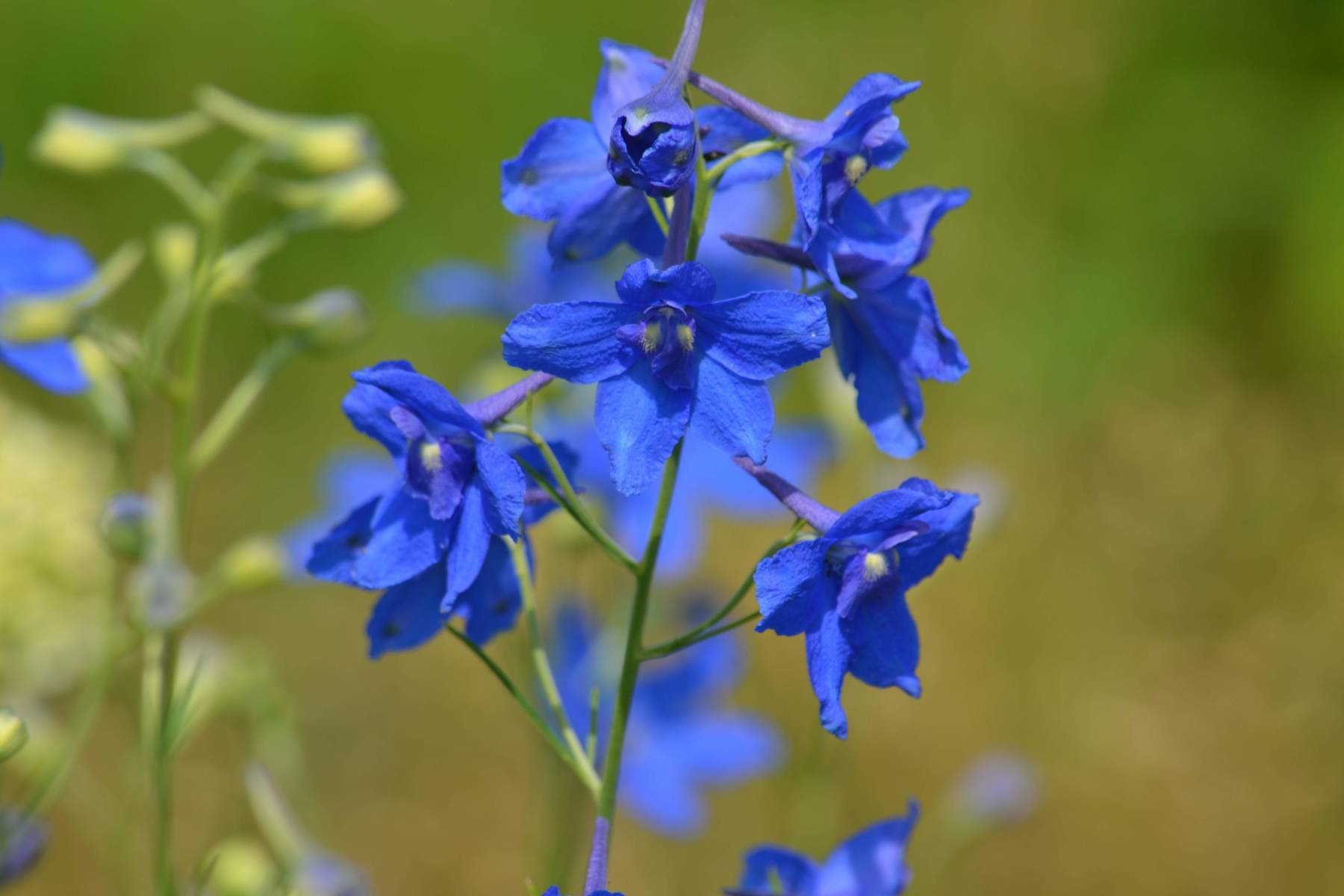
翠雀的花梗与花序轴相连。
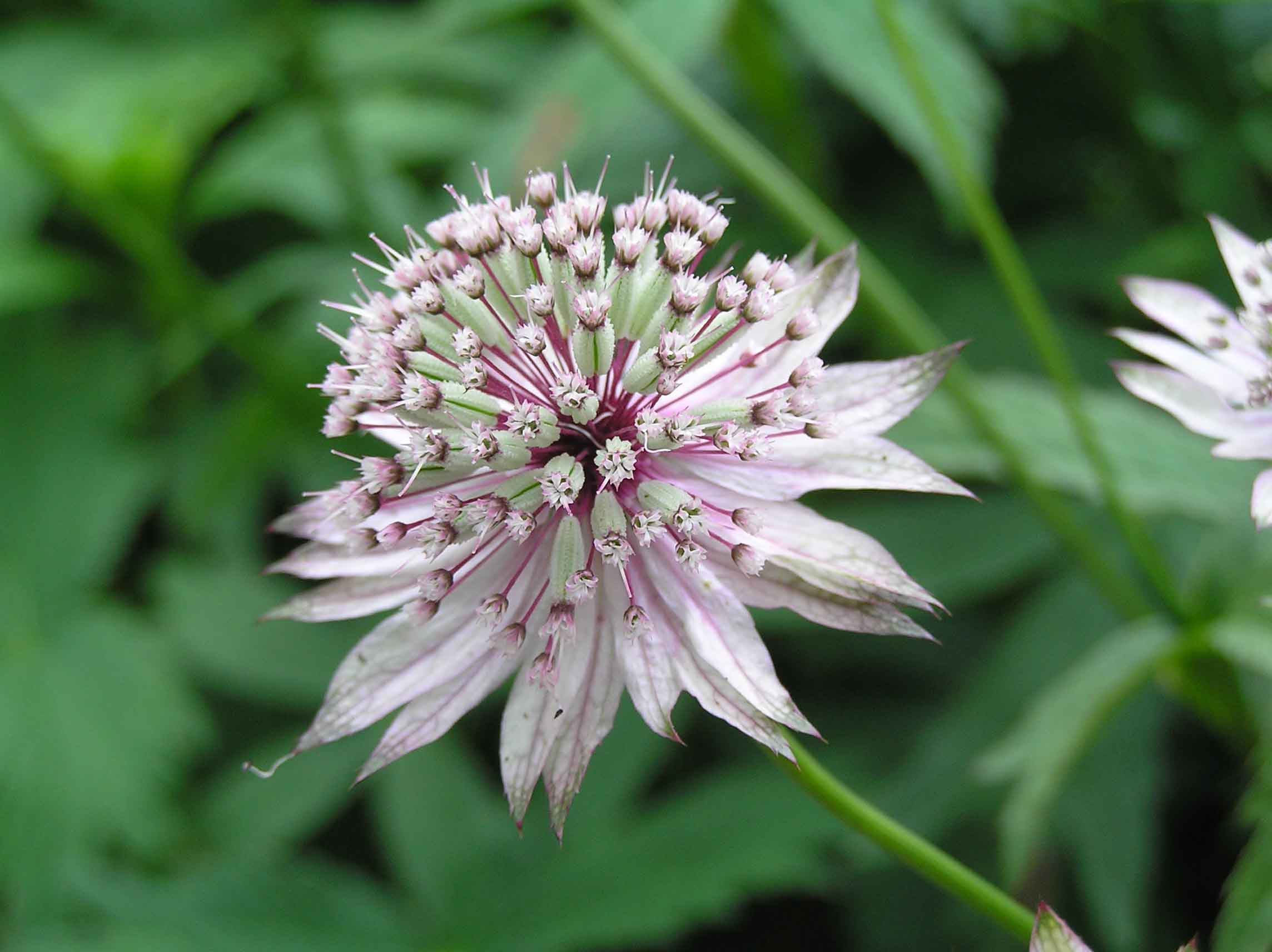
大星芹的花梗与花序托相连。
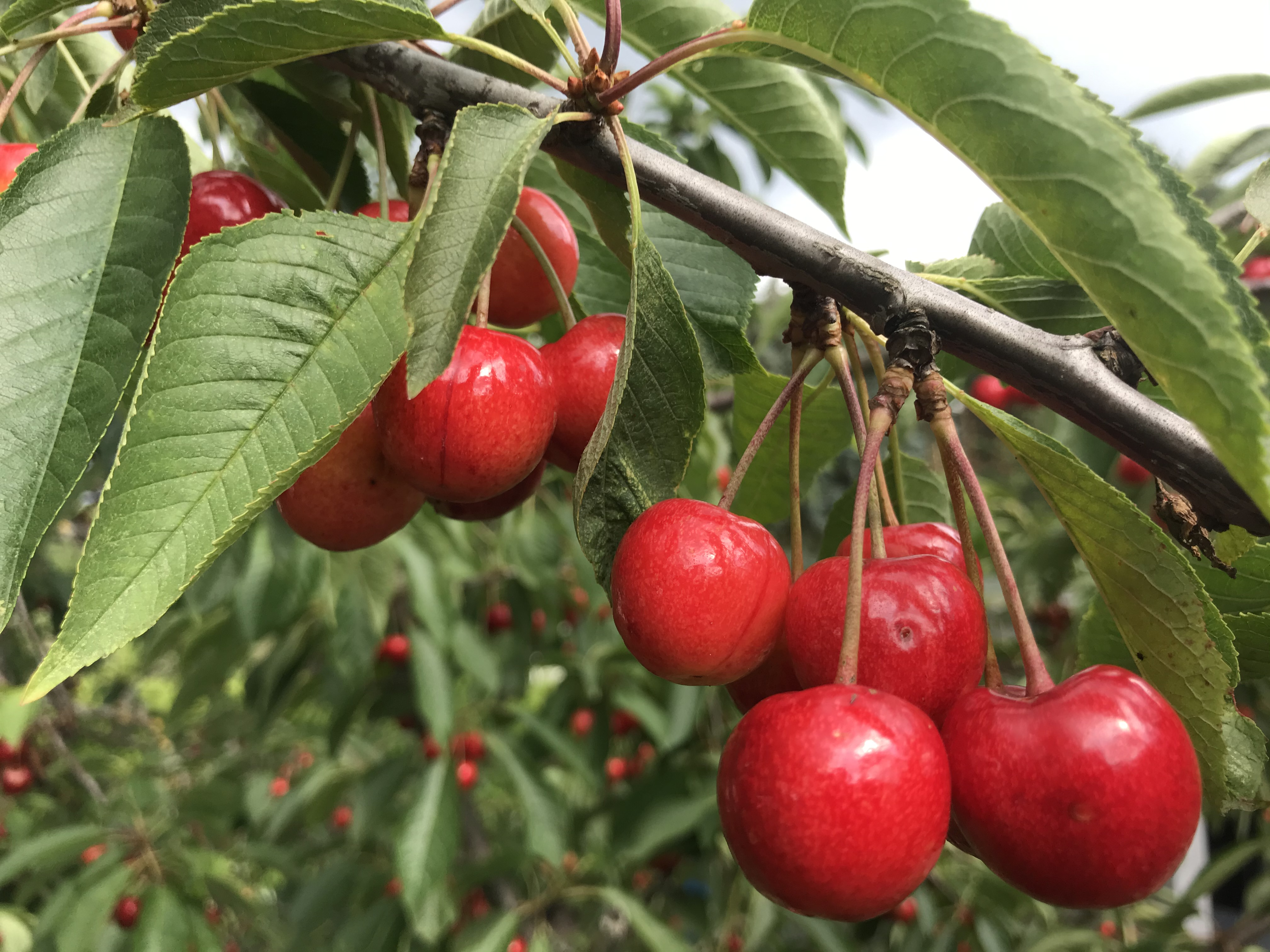
甜樱桃的花梗（果梗）簇生于极短的花序梗上。

有些花没有花梗，因此花直接与花序轴（在头状花序中压缩为花序托）相连。

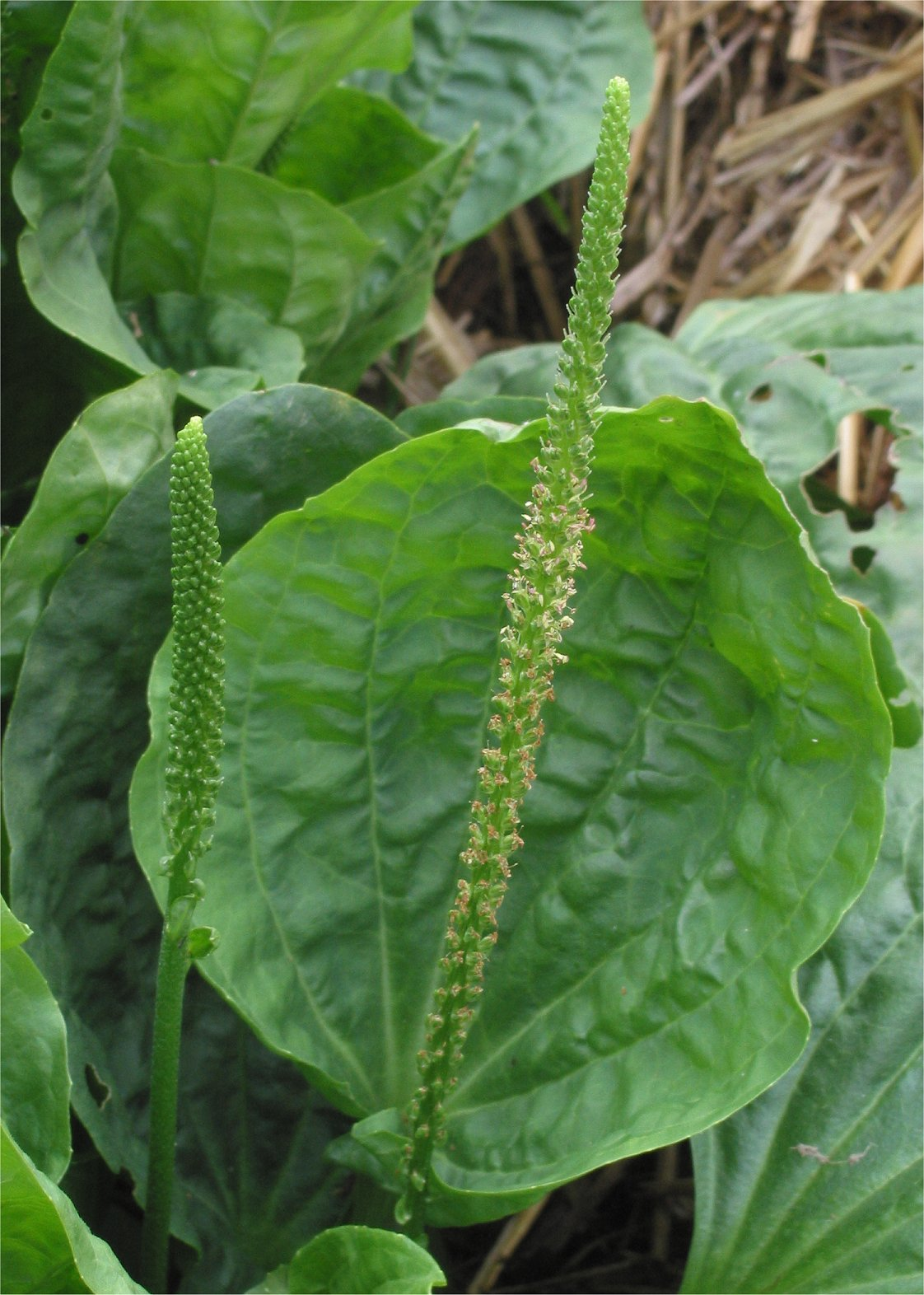
大车前无花梗，花与花序轴直接相连。
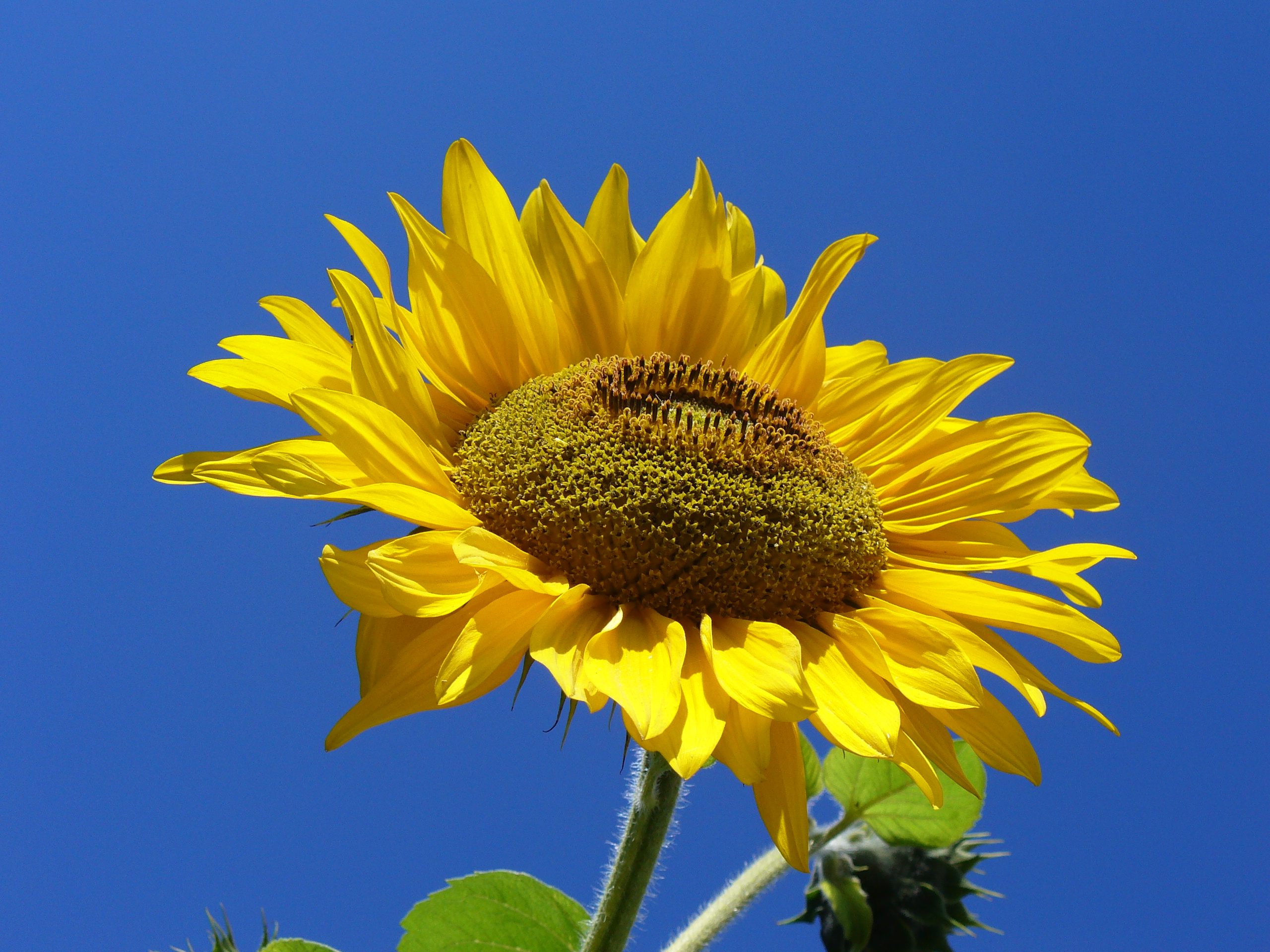
向日葵无花梗，花与盘状的花序托直接相连。
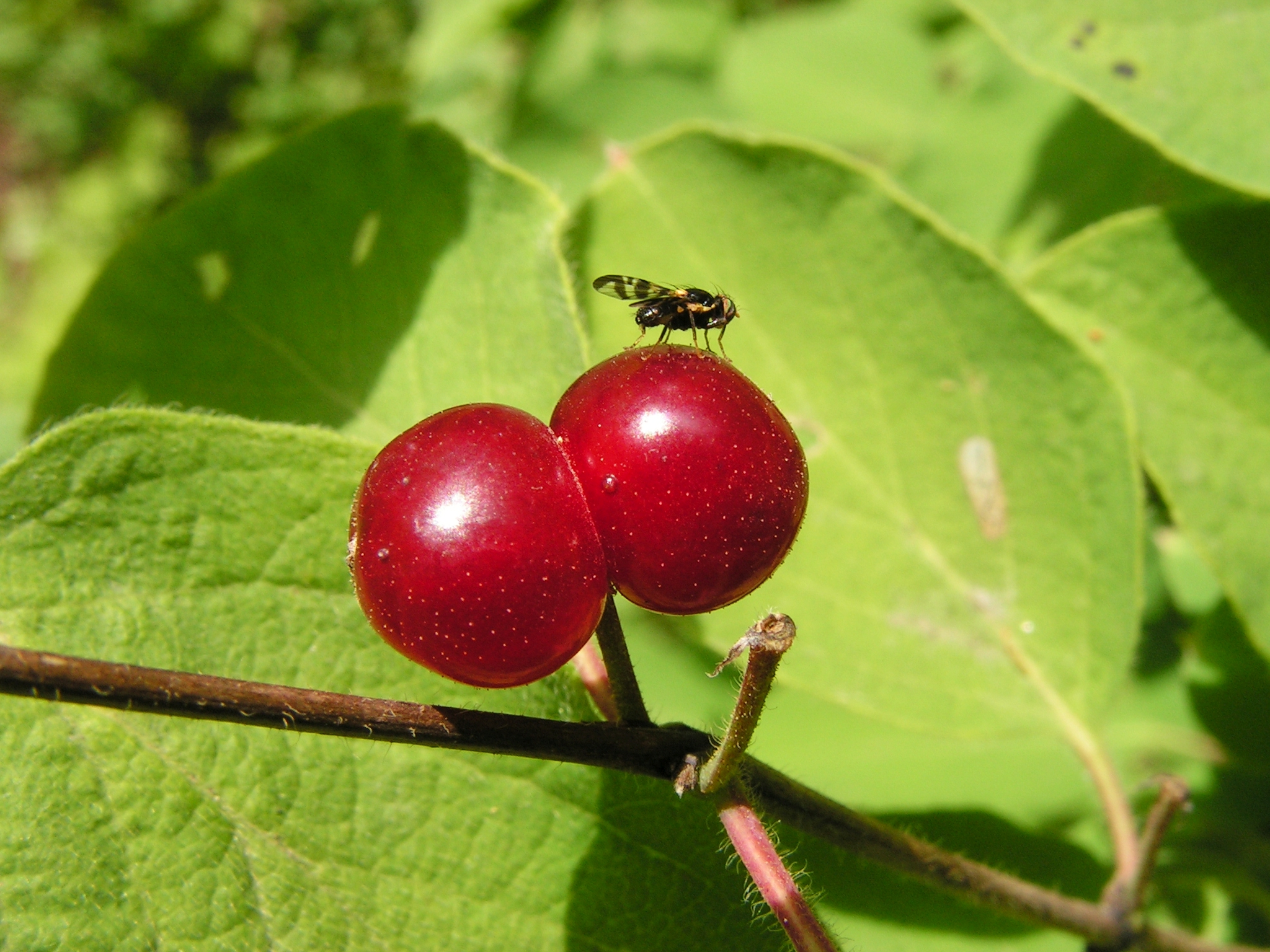
硬骨忍冬（英语：Lonicera xylosteum）无花梗，浆果对生于花序梗上。

有些植物的花管（被丝托或花被筒）特别细长，容易被误认为是花梗，如文殊兰、月见草、使君子。

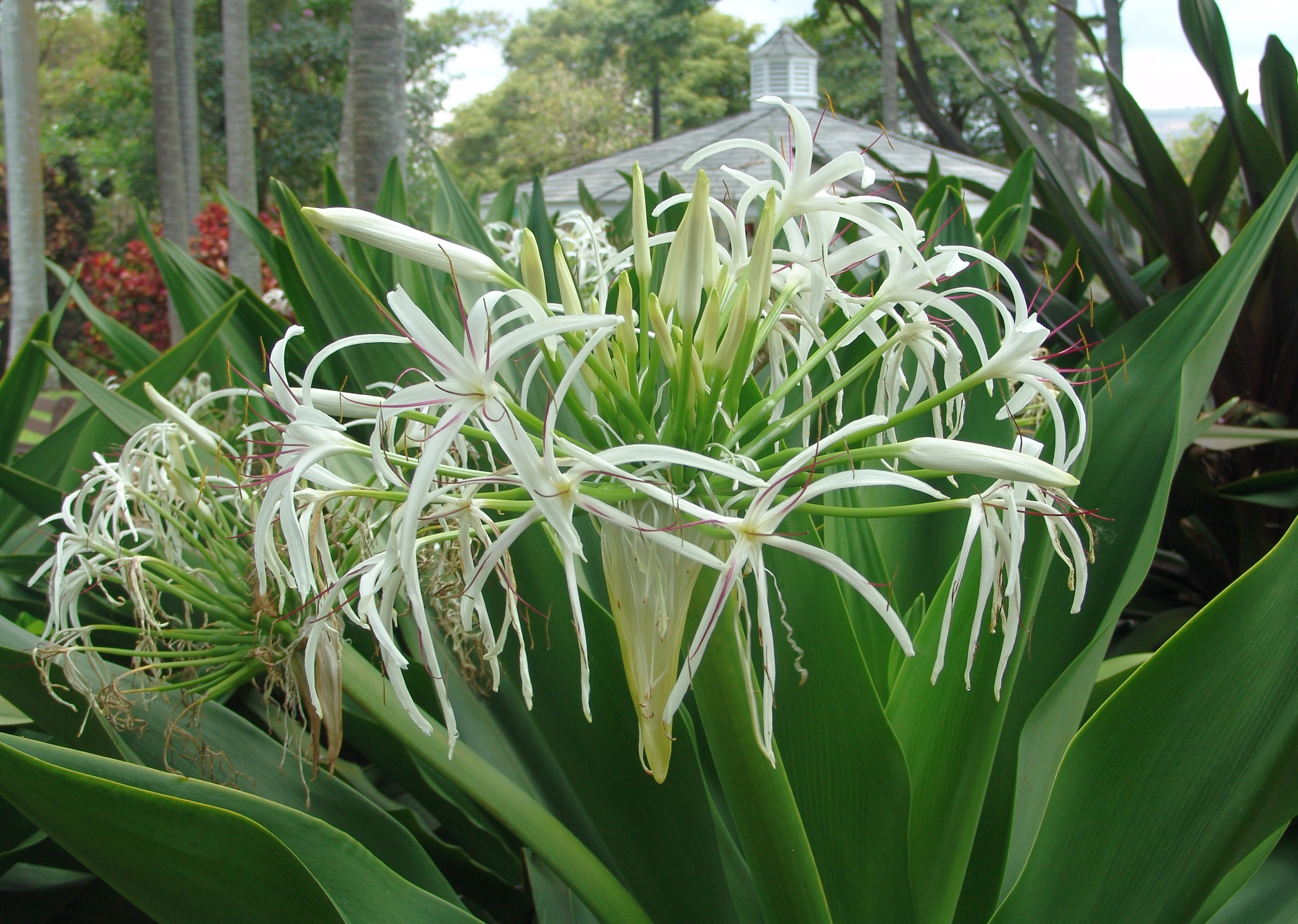
文殊兰的花梗很短，位于子房（膨大的绿色部位）下面，而上面的细长部分为花被筒。
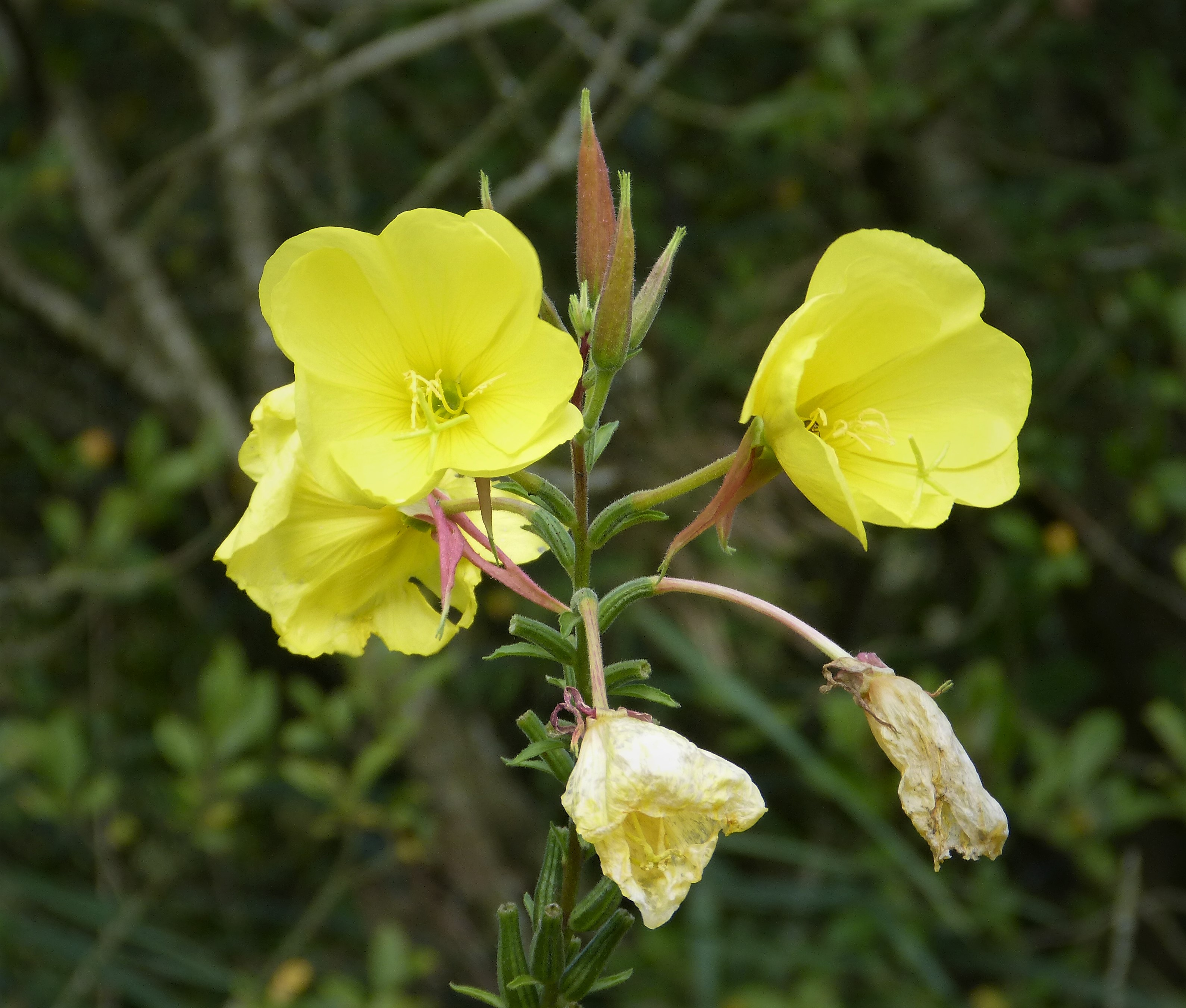
月见草无花梗，看似花梗的部分其实是细长的被丝托。
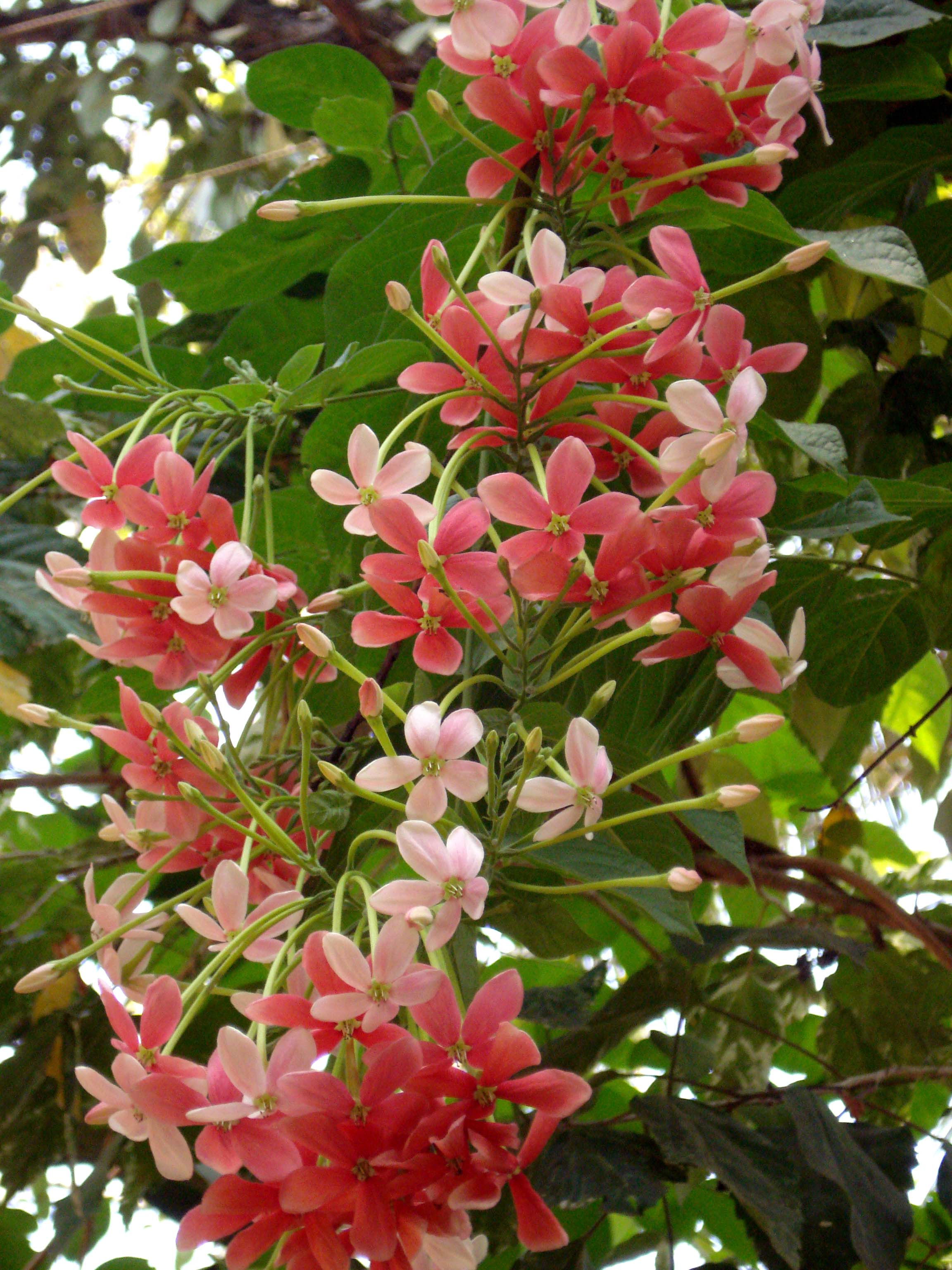
使君子无花梗，看似花梗的部分其实是细长的被丝托。

## 参阅
- 花序梗